# Fernando Cento
Fernando Cento (10 sierpnia 1883 w Pollenza, diecezja Macerata – 13 stycznia 1973 w Rzymie), włoski duchowny katolicki, dyplomata watykański, kardynał.

## Życiorys
Studiował w seminarium w Maceracie oraz na rzymskich uniwersytetach – Gregoriańskim i Królewskim. 23 grudnia 1905 przyjął w Rzymie święcenia kapłańskie. Wykładał w seminarium w Maceracie. Od 1916 związany z dworem papieskim; był sekretarzem majordomusa papieskiego, 15 listopada 1917 otrzymał godność tajnego szambelana. W 1919 został kanonikiem w kapitule katedralnej w Maceracie, wydawał diecezjalne pismo "Il Cittadino".
22 lipca 1922 został mianowany biskupem sycylijskiej diecezji Acireale; otrzymał sakrę biskupią 3 września 1922 w Maceracie z rąk kardynała Giovanniego Tacciego (sekretarza Kongregacji Kościołów Orientalnych). W czerwcu 1926 przeszedł do pracy w dyplomacji papieskiej. Został wyniesiony do godności arcybiskupa tytularnego Seleucia Pieria i mianowany nuncjuszem apostolskim w Wenezueli. Od lipca 1936 był nuncjuszem w Peru. Pracował nad nawiązaniem stosunków dyplomatycznych między Stolicą Apostolską i rządem Ekwadoru, po powodzeniu misji został nuncjuszem w Ekwadorze (lipiec 1937). Był legatem papieża Piusa XII na narodowe kongresy eucharystyczne Boliwii (1939) i Peru (1940).
W marcu 1946 został przeniesiony na placówki europejskie; był początkowo nuncjuszem w Belgii i Luksemburgu, a od października 1953 w Portugalii. W lipcu 1953 był specjalnym wysłannikiem papieża na koronację królowej Wielkiej Brytanii Elżbiety II.
15 grudnia 1958 Jan XXIII wyniósł go na swoim pierwszym konsystorzu do godności kardynalskiej; otrzymał tytuł prezbitera Sant'Eustachio. Pełnił misje legata papieskiego na narodowy kongres eucharystyczny w Cordobie (Argentyna) oraz na obchody 400-lecia reform św. Teresy z Ávili. 12 lutego 1962 – 6 kwietnia 1967 pełnił funkcję Wielkiego Penitencjariusza Papieskiego. Brał udział w obradach Soboru Watykańskiego II (1962–1965) oraz w wyborze papieża na konklawe po śmierci Jana XXIII (1963).
W kwietniu 1965 został promowany do rangi kardynała-biskupa, z nadaniem diecezji podmiejskiej Velletri. Po reformie konklawe dokonanej przez Pawła VI utracił z dniem 1 stycznia 1971 prawo czynnego udziału w wyborach papieża ze względu na wiek (ukończone 80 lat).
Został pochowany w rodzinnej miejscowości Pollenza w kościele parafialnym.